# Tracheotomie

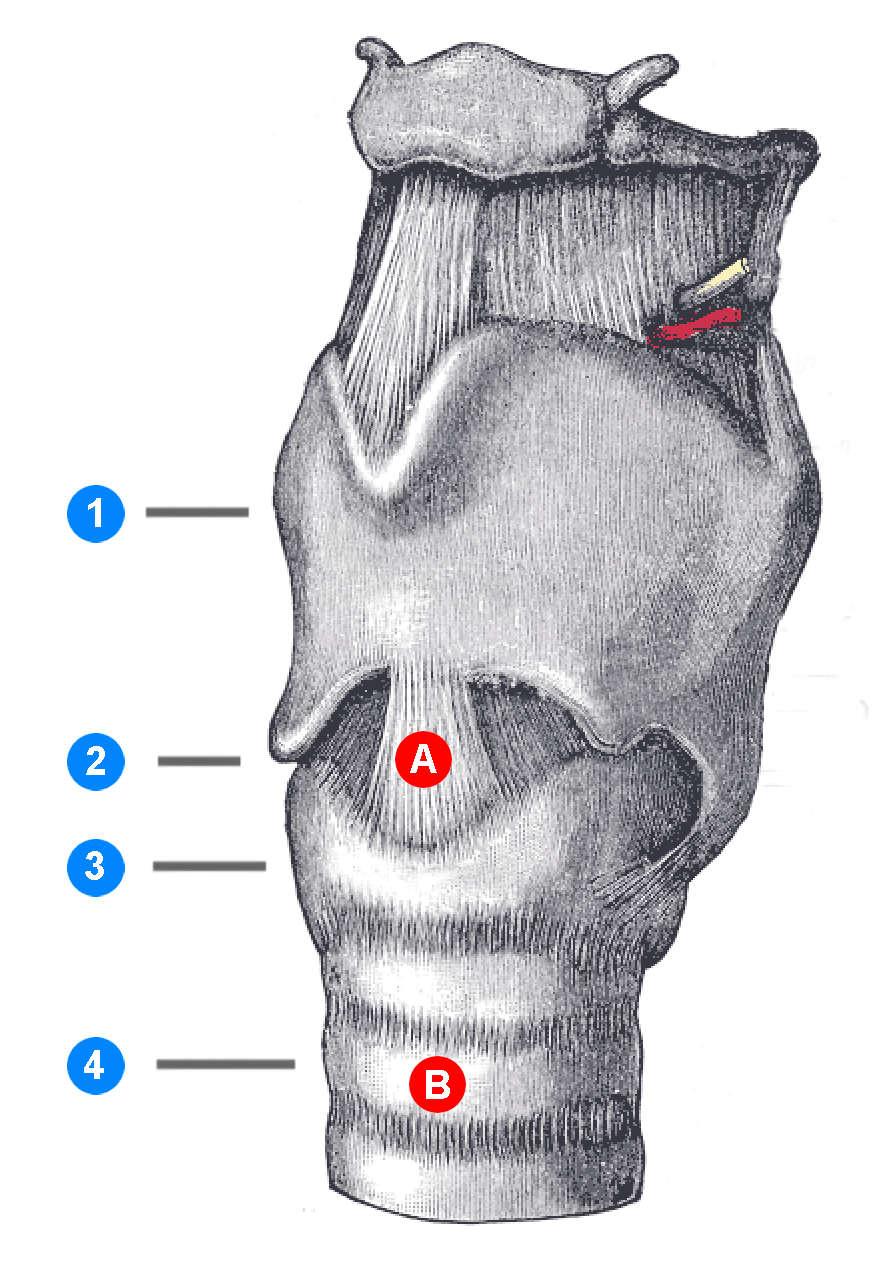
(1) Schildknorpel
(2) Ligamentum cricothyroideum
(3) Ringknorpel
(4) Luftröhre
(A) Lokalisation der Koniotomie
(B) Lokalisation der Tracheotomie

Die Tracheotomie (von griechisch τραχεῑα von τραχύς trachýs, ‚rau‘, ‚hart‘, und τομή tomē, ‚Schnitt‘) oder der Luftröhrenschnitt ist ein seit dem Altertum geübter chirurgischer Eingriff, bei dem durch die Halsweichteile ein Zugang zur Luftröhre (Tracheostoma) geschaffen wird. Indikationen zur Tracheotomie können beispielsweise die Notwendigkeit einer Langzeitbeatmung nach Unfällen oder Operationen, neurologische Erkrankungen mit Störungen des Schluckreflexes, Strahlenbehandlung am Kopf oder Hals oder Kehlkopflähmungen sein. Auch Patienten nach kompletter Entfernung des Kehlkopfes (Laryngektomie) haben ein Tracheostoma.
Als Luftröhrenschnitt wird umgangssprachlich fälschlicherweise auch eine lebensrettende Maßnahme in der Notfallmedizin, die Koniotomie, verstanden, obwohl dabei die eigentliche Luftröhre nicht betroffen ist (eine
sogenannte Nottracheotomie ist durch die schnelleren und sichereren Maßnahmen der endotrachealen Intubation bzw. der Koniotomie ersetzt). Diese wird bei einer akut lebensbedrohlichen vollständigen Verlegung oder einem Verschluss der oberen Atemwege (durch Okklusion oder Obstruktion) als letztes Mittel durchgeführt, um den Patienten vor dem Ersticken zu bewahren.

## Geschichte
Schon in Abbildungen des Alten Ägypten wird vermutlich eine Tracheotomie gezeigt.
Als namentlich bekannter Erfinder der Tracheotomie gilt Asklepiades von Bithynien (um 95 v. Chr.). Eine Beschreibung des Luftröhrenschnitts im 2. Jahrhundert n. Chr. (von Antyllos) findet sich bei Oreibasios. Bei lebensbedrohlichen Verschlüssen der Atemwege durch Fremdkörper empfiehlt Avicenna (gestorben 1037) die Tracheotomie.
Erste konkrete Berichte zur Vornahme einer Tracheotomie finden sich in einer Arbeit des italienischen Chirurgen und Anatomen Giulio Cesare Casseri (Julius Casserius, 1552–1616).
Im 17. Jahrhundert war die Praxis des Luftröhrenschnitts in Kriegsgebieten etabliert. Dabei wurde chirurgisches Erfahrungswissen in den theoretischen medizinischen Diskurs überführt. In Leiden hatte Frederik Dekkers zur Durchführung der Tracheotomie 1673 das erste Bronchotom entwickelt, dessen Modifikationen später auch von A. Bauchot oder August Gottlieb Richter verwendet wurden.
John Andrée hatte 1782 erstmals bei Croup einen Luftröhrenschnitt vorgenommen. Mit Erfolg gelang das eventuell erst Thomas Chevalier im Jahr 1814. Zu Beginn des 19. Jahrhunderts wurde die Tracheotomie zur Notfallbehandlung bei Croup meist noch skeptisch beurteilt, wurde aber auch schon als verzweifeltes letztes, aber von dem Chirurgen John Charles Felix Caron (1745–1824) in Paris etwa auch als lebensrettendes, Mittel angesehen. Als Erfinder der Tracheotomie wird auch Pierre Fidèle Bretonneau (1821) genannt. Auch dessen französischer Landsmann Armand Trousseau führte Tracheotomien durch.
Über ein Tracheostoma führte der Brite John Snow 1858 erstmals eine Narkose über eine endotracheale Intubation mit einem weitläufigen Tubus und darüber verabreichtem Chloroform bei einem Kaninchen durch. Im Jahr 1871 narkotisierte der Deutsche Friedrich Trendelenburg auf die gleiche Weise einen Menschen, jedoch zur Verhinderung einer Aspiration von Blut mit einem Tubus mit aufblasbarer Manschette.

## Operationsmethoden

### Perkutane Punktions- und Dilatationstracheotomie
Hierbei wird die Luftröhre mit einer Hohlnadel von außen punktiert und ein Führungsdraht vorgeschoben. Endoskopisch wird die korrekte Lage des Drahtes in der Luftröhre kontrolliert und anschließend über den Führungsdraht mit Plastikdilatatoren der Zugang aufgeweitet, bis eine Atemkanüle hineinpasst. Dieses einfache Verfahren wird oft auf Intensivstationen am beatmeten Patienten angewendet, wenn eine künstliche Beatmung über längere Zeit zu erwarten ist, aber die Aussicht besteht, dass nicht dauerhaft eine Atemkanüle getragen werden muss.

### Chirurgische Tracheotomie

#### Klassische (Plastische) Tracheotomie
Bei dieser Methode wird im Operationssaal ein übersichtlicher chirurgischer Zugang zur Luftröhre geschaffen, oft werden hierbei auch Anteile der Schilddrüse durchtrennt und Blutgefäße unterbunden. Anschließend wird die Luftröhre geöffnet und der Trachealtubus von außen durch die Halsweichteile eingelegt.

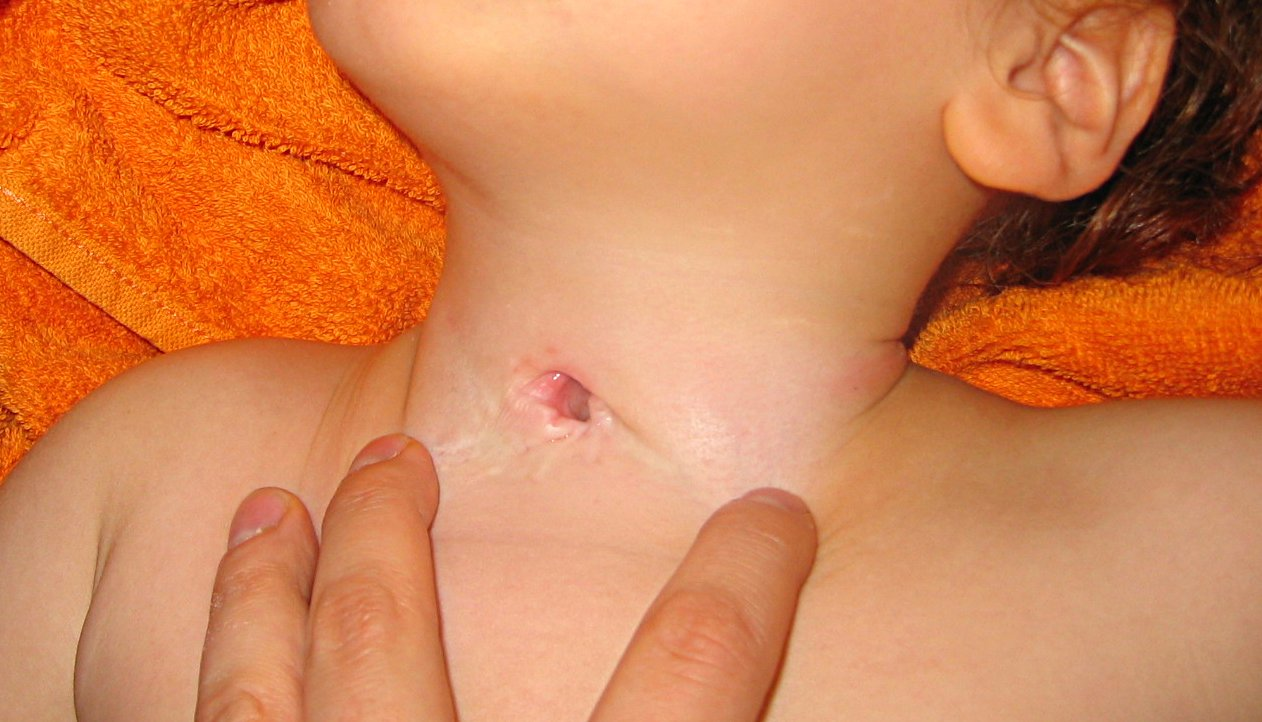
Tracheostoma bei einem Kleinkind

Das entstehende Tracheostoma ist größer und stabiler als bei der perkutanen Punktionstracheotomie und erlaubt auch den routinemäßigen Wechsel der Trachealkanüle. Das Tracheostoma ist aber nicht dauerhaft stabil: Wird für längere Zeit kein Tubus eingesetzt, schrumpft es und verschließt sich meist. Ein Kanülenwechsel ist manchmal schon einige Minuten nach Entfernung der Kanüle nicht mehr möglich.
Wenn zu erwarten ist, dass für lange Zeit eine künstliche Atemöffnung getragen werden muss, wird ein „plastisches Tracheostoma“ angelegt. Hierbei wird ein Teil der Trachea fensterflügelartig aufgeklappt und mit der Halshaut fest vernäht. Es entsteht ein stabiler Atemkanal ohne Wundfläche. Der Patient kann die Kanüle gefahrlos selbst wechseln. Ein solches plastisches Tracheostoma muss, wenn es nicht mehr benötigt wird, meist durch eine erneute Operation verschlossen werden.

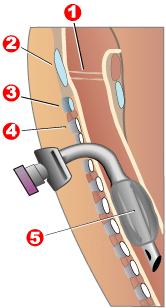
Lage der Trachealkanüle, Blick von der Seite auf Kehlkopf und Luftröhre. 1. Stimmlippen (Plica vocalis) 2. Schildknorpel (Cartilago thyreoidea) 3. Ringknorpel (Cartilago cricoidea) 4. Trachealringe (Cartilagines tracheales) 5. Cuff der eingesetzten Trachealkanüle

#### Tracheostomie bei Laryngektomie
Nach einer kompletten Entfernung des Kehlkopfes (Laryngektomie) wird die unten vom Kehlkopf abgetrennte Luftröhre dauerhaft nach außen verlagert und in die Halshaut eingenäht. Medizinisch korrekt heißt dieser Eingriff Tracheostomie. Da der Kehlkopf entfernt wird, kann der Eingriff nicht rückgängig gemacht werden. Laryngektomierte Menschen haben keine Stimmbänder mehr und müssen im Zuge einer logopädischen Behandlung eine Ersatzstimme erlernen. Diese kann unter anderem durch Hilfsmittel wie einer elektronischen Sprechhilfe oder einer sogenannten Stimmprothese erreicht werden. Letztere wird meist standardmäßig während der Kehlkopfoperation zwischen der Luftröhre und Speiseröhre eingesetzt.

## Vorteile der Tracheotomie gegenüber der Intubation
- Bei Langzeitbeatmung ist die Gefahr der Schädigung von Stimmbändern und Luftröhre minimiert.
- Durch das Ausschalten der oberen Atemwege und der dadurch resultierenden Verringerung des „Atemtotraumes“ wird das Atmen für den Patienten leichter und damit die Entwöhnung vom Beatmungsgerät erleichtert oder überhaupt erst möglich.
- Die Mundpflege und -hygiene werden erheblich erleichtert.
- Der Patient hat nicht mehr das Gefühl, permanent einen Fremdkörper im Mund zu haben.
- Im Vergleich zur Intubation benötigt der Patient erheblich weniger bis gar keine Analgosedierung.[21]
- Eine Nahrungsaufnahme über den Mund ist möglich.

## Nachteile der Tracheotomie gegenüber der normalen Atmung über Mund und Nase
Nach einer Tracheotomie strömt die Luft nicht mehr durch die oberen Atemwege, sondern direkt in die Luftröhre und die Lunge.
- Die Atemluft wird nicht mehr in der Nase befeuchtet und erreicht nicht mehr die Riechnerven, d. h. tracheotomierte Menschen können nicht mehr riechen und daher auch nur noch eingeschränkt schmecken.
- Die Reinigungsfunktion der oberen Atemwege ist ausgeschaltet.
- Erhöhte Sekretbildung durch Reizung der Trachea (Fremdkörperreiz durch die Kanüle).

Alle hier genannten Nachteile gelten selbstverständlich auch für die normale orotracheale Intubation. Sie können also nicht bei der Abwägung Tracheotomie versus Intubation helfen.
Um einigen dieser Nachteile entgegenzuwirken, werden „künstliche Nasen“ verwendet. Dabei handelt es sich um einen HME (Abkürzung für: „Heat and Moisture Exchanger“, englisch für Wärme- und Feuchtigkeitaustauscher). Das ist ein Kunststofffilter, in dem sich wasserbindendes Material befindet. Der Filter wird auf den Tubus oder die Trachealkanüle gesetzt. Er sorgt dafür, dass ein Großteil der vorhandenen Atemluftfeuchtigkeit in den Atemwegen verbleibt und die eingeatmete Luft befeuchtet und erwärmt wird. Eine der ersten künstlichen Nasen zur Flüssigkeits- und Wärmekonservierung stammte von Erich Rügheimer.

## Atemkanülen

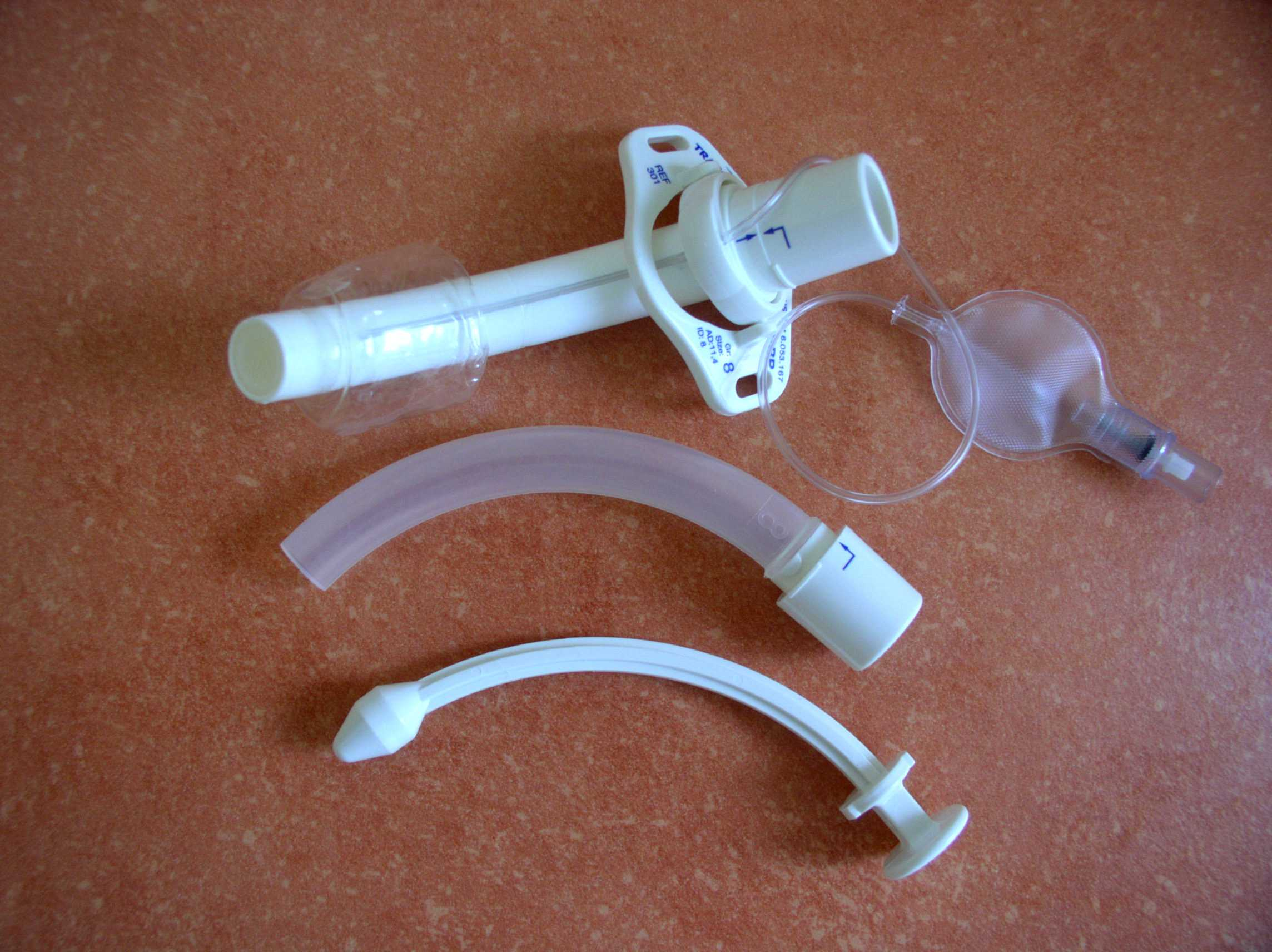
Blockbare Trachealkanüle aus PVC mit Innenkanüle und Führungsstab

Nach einer Tracheotomie werden dem Patienten Atemkanülen (Trachealkanülen) eingesetzt, die das Tracheostoma offenhalten und wenn nötig durch einen aufblasbaren „Block“ oder „Cuff“ eine Beatmung ermöglichen und verhindern, dass Rachensekret nach unten in die Lunge gelangen kann. Spezielle Formen der Atemkanülen („Sprechkanülen“) erlauben auch durch Öffnungen im Kanülenrohr und Sprechventile die Stimmbildung. Hierbei strömt bei der Ausatmung Luft durch den Kehlkopf. Kanülen werden aus Kunststoff (Polyvinylchlorid) oder Metall (Silber oder Neusilber) hergestellt. Der Vorteil der Metallkanülen ist, dass sie bei gleichem Außendurchmesser einen größeren Innendurchmesser haben und sich weniger schnell mit Sekret zusetzen. Innenkanülen („Seele“) erlauben eine Reinigung, ohne gleich die gesamte Kanüle wechseln zu müssen. Das Bild zeigt eine PVC-Kanüle der Größe 8 (88 mm Länge und 11 mm Außendurchmesser) mit Blockmanschette und Innenkanüle. Der Führungsstab (Obturator) dient dem leichteren Einführen.

## Trachealkanülen-Entwöhnung
Die Atmung über eine Trachealkanüle umgeht die Funktionen der Nase. Daher sollte sie auf die notwendige Zeit begrenzt werden. Zur Trachealkanülen-Entwöhnung eines tracheotomierten Patienten kann ein Dekanülierungsstopfen genutzt werden. Ist der Kehlkopf des Betroffenen noch erhalten, wird – unter ärztlicher Beobachtung – die Atmung durch das Tracheostoma über eine gewisse Zeit blockiert.
So ist der Patient gefordert, für einen gewissen Zeitraum auf natürlichem Weg über Mund bzw. Nase zu atmen. Das natürliche Atmen kann für den Betroffenen zunächst anstrengend sein, daher muss sich der Tracheotomierte schrittweise an die natürliche Atmung gewöhnen.

## Schließung des Tracheostomas
Ist das Tracheostoma nicht mehr erforderlich, muss es geschlossen werden. Nach einer chirurgischen Tracheotomie erfolgt dies in der Regel operativ. Zur Vorbereitung wird etwa sechs Wochen lang die Öffnung abgeklebt. Ist nach dieser Zeit der Kanal nicht geschlossen, wird die Schließung operativ vorgenommen. Hierbei wird die Trachea vernäht und die äußere Haut geschlossen. Mögliche Komplikationen sind Emphyseme, Wundinfektionen und Blutungen. Die Vorgeschichte des Bereichs der Operation, wie Gewebeschädigung durch Bestrahlung, sind dabei zu bedenken.